# مایکل هیکس
مایکل هیکس (انگلیسی: Michael Hicks؛ زادهٔ ۳ دسامبر ۱۹۴۸) مورخ، و پژوهشگر مطالعات قرون وسطا اهل بریتانیا است.